# Kompromat
Das Kompromat (russisch компромат, kurz für компрометирующий материал komprometirujuschtschi material) ist ein ursprünglich aus dem Jargon des sowjetischen Geheimdienstes KGB stammender Begriff für kompromittierendes Material, meist über einen Politiker oder eine andere Person des öffentlichen Lebens. Solches Material kann verwendet werden, um unliebsame Personen zu diskreditieren oder um Personen mit der Drohung, das Material zu veröffentlichen, zur Kooperation zu zwingen.
Inzwischen wird der Begriff allgemein für Material (beispielsweise Sexvideos) verwendet, dessen Veröffentlichung einer Person schaden könnte.

## Beispiele
Ein sehr bekanntes Beispiel der jüngeren Geschichte Russlands ist das Schicksal des russischen Generalstaatsanwalts Juri Skuratow, der 1998/99 in der „Mabetex-Affäre“ gegen hohe russische Beamte, besonders gegen die Familie von Präsident Boris Jelzin wegen schwerer Korruption ermittelte. Daraufhin wurde er von Jelzin mit einem Sexvideo, das einen Mann ähnlich Skuratow zeigt, zum Rücktritt gezwungen. Als der russische Föderationsrat Skuratows Rücktrittsgesuch ablehnte, übergab der damalige FSB-Geheimdienst-Chef Wladimir Putin dem Staatssender Rossija 1 (damals RTR) das Video, das im März 1999 im Abendprogramm gezeigt wurde. Als dessen Authentizität (von Skuratow und anderen) bestritten wurde, behauptete Putin selbst die Echtheit. Im August 1999 wurde Putin zum Ministerpräsidenten ernannt. Skuratows Rücktritt wurde erst unter der Präsidentschaft Putins im April 2000 vom Föderationsrat nach mehrmaliger vorheriger Verweigerung akzeptiert und die Ermittlungen gegen die Jelzin-Familie eingestellt.
Ein weiteres Beispiel ist der rote Koffer, in dem Erich Mielke belastendes Material über Erich Honecker sammelte. Eine Veröffentlichung der Unterlagen erfolgte erst nach der Wende. Enthalten waren Gerichtsakten aus den 1930er-Jahren, aus denen sich ergab, dass Honecker durch seine Unvorsichtigkeit eine ganze kommunistische Widerstandsgruppe zum Auffliegen brachte und dann gegen seine Genossen aussagte, um sich selbst zu retten. Außerdem liegen zwei Gnadengesuche von Honeckers Vater vor, in denen dieser behauptet, sein Sohn habe dem Kommunismus abgeschworen. Ferner enthielt der Koffer Unterlagen zum Ehestreit Honeckers aus den 1950er-Jahren. Honeckers dritte Frau, Margot Feist, schrieb an Walter Ulbricht zänkische Beschwerdebriefe über Honeckers zweite Ehefrau, Edith Baumann. Diese Informationen standen im Widerspruch zum öffentlichen Bild Honeckers als geradezu mustergültigem Kommunisten.

## Film
- 2022: Kompromat – Die Macht der Lüge (Kompromat), Frankreich, Regie: Jérôme Salle, mit Gilles Lellouche, Joanna Kulig, der Film beruht auf den Erlebnissen von Yoann Barbereau[5]

## Belege
1. ↑  David Hoffman: The Oligarchs: Wealth and Power in the New Russia. PublicAffairs, 2003, ISBN 1-58648-202-5, S. 272.
2. ↑  Olessia Koltsova: News Media and Power in Russia. Routledge, 2006, ISBN 0-415-34515-4, S. 108 (eingeschränkte Vorschau in der Google-Buchsuche).
3. ↑  Erhard Stölting: „Kompromat“ und Machtkämpfe. Rußland: Politische Kontexte und Finanzskandale. Archiviert vom Original; abgerufen am 12. Januar 2025.
4. ↑  Chefsache: Mielkes "Roter Koffer". Abgerufen am 12. Januar 2025.
5. ↑  “Like A Russian Among Russians” - The Story of Yoann Barbereau. Abgerufen am 19. Mai 2025.